# 小鸦跖花
小鸦跖花（学名：Oxygraphis tenuifolia）为毛茛科鸦跖花属下的一个种。